# Felix Jaehn
Felix Jaehn (officiële spelling: Jähn) (Hamburg, 28 augustus 1994), is een Duitse dj en producer.
Jaehn brak begin 2015 door met zijn bewerking van Cheerleader, een nummer van de reggae-artiest OMI uit 2012. Het nummer werd opnieuw uitgebracht en werd een wereldwijde hit. In veel landen bereikte het de nummer 1-positie in de hitparade, waaronder in Nederland, Vlaanderen, de Verenigde Staten, het Verenigd Koninkrijk, Brazilië, Australië, Frankrijk, Duitsland en Zuid-Afrika. Jaehn scoorde hierna ook een internationaal succes met een bewerking van de klassieker Ain't nobody (Loves me better), dat hij opnam met Jasmine Thompson. Ook dit werd in diverse landen een nummer 1-hit, waaronder in de Nederlandse Top 40.
In februari 2018 verscheen zijn eerste studioalbum, kortweg I genaamd. Een remixversie van dit album verscheen enkele maanden later.

## Discografie

### Albums
| Album met eventuele hitnotering(en) in de Nederlandse Album Top 100 | Datum van verschijnen | Datum van binnenkomst | Hoogste positie | Aantal weken | Opmerkingen |
| ------------------------------------------------------------------- | --------------------- | --------------------- | --------------- | ------------ | ----------- |
| I                                                                   | 16-02-2018            | 14-07-2018            | 79              | 5            |             |
| Breathe                                                             | 01-10-2021            | -                     | -               | -            |             |

| Album met hitnotering(en) in de Vlaamse Ultratop 200 albums | Datum van verschijnen | Datum van binnenkomst | Hoogste positie | Aantal weken | Opmerkingen |
| ----------------------------------------------------------- | --------------------- | --------------------- | --------------- | ------------ | ----------- |
| I Remixed                                                   | 22-06-2018            | 14-07-2018            | 97              | 12           |             |

### Singles
| Single met eventuele hitnotering(en) in de Nederlandse Top 40 | Datum van verschijnen | Datum van binnenkomst | Hoogste positie | Aantal weken | Opmerkingen                                                           |
| ------------------------------------------------------------- | --------------------- | --------------------- | --------------- | ------------ | --------------------------------------------------------------------- |
| Cheerleader (Felix Jaehn remix)                               | 2014                  | 17-01-2015            | 1 (11wk)        | 29           | met OMI / Nr. 1 in de Single Top 100 / Best verkochte single van 2015 |
| Ain't Nobody (Loves Me Better)                                | 2015                  | 23-05-2015            | 1 (1wk)         | 29           | met Jasmine Thompson / Nr. 2 in de Single Top 100                     |
| Fantasy (Felix Jaehn remix)                                   | 2015                  | -                     |                 |              | met Alina Baraz & Galimatias / Nr. 84 in de Single Top 100            |
| Book of Love                                                  | 2015                  | 21-11-2015            | 30              | 4            | met Polina / Nr. 78 in de Single Top 100                              |
| Eagle Eyes (Lucas & Steve remix)                              | 2015                  | 26-12-2015            | tip14           | -            | met Lost Frequencies & Linying                                        |
| Bonfire                                                       | 2016                  | 13-08-2016            | tip4            | -            | met Alma / Nr. 99 in de Single Top 100                                |
| Cool                                                          | 2018                  | 03-03-2018            | tip14           | -            | met Marc E. Bassy & Gucci Mane                                        |
| So Close                                                      | 2018                  | -                     |                 |              | met NOTD, Captain Cuts & Georgia Ku / Nr. 97 in de Single Top 100     |
| Some Say - Felix Jaehn remix                                  | 2020                  | 04-07-2020            | 5               | 20           | met Nea                                                               |
| One More Time                                                 | 2021                  | 27-02-2021            | tip11           | -            | met Robin Schulz & Alida                                              |
| Where the lights are low                                      | 2021                  | 17-07-2021            | tip22           | -            | met Toby Romeo & Faulhaber                                            |
| Call It Love                                                  | 2022                  | 16-09-2022            | 6               | 28           | met Ray Dalton / Nr. 20 in de Single Top 100                          |

| Single met hitnotering(en) in de Vlaamse Ultratop 50 | Datum van verschijnen | Datum van binnenkomst | Hoogste positie | Aantal weken | Opmerkingen                         |
| ---------------------------------------------------- | --------------------- | --------------------- | --------------- | ------------ | ----------------------------------- |
| Cheerleader (Felix Jaehn remix)                      | 2014                  | 24-01-2015            | 1 (5wk)         | 35           | met OMI / Platina                   |
| Ain't Nobody (Loves Me Better)                       | 2015                  | 02-05-2015            | 6               | 23           | met Jasmine Thompson                |
| Book of Love                                         | 2015                  | 03-10-2015            | tip12           | -            | met Polina                          |
| Eagle Eyes                                           | 2015                  | 28-11-2015            | tip18           | -            | met Lost Frequencies & Linying      |
| Can't Go Home                                        | 2016                  | 16-04-2016            | tip             | -            | met Steve Aoki & Adam Lambert       |
| Bonfire                                              | 2016                  | 06-08-2016            | tip             | -            | met Alma                            |
| Hot2Touch                                            | 2017                  | 27-05-2017            | tip7            | -            | met Hight & Alex Aiono              |
| Feel Good                                            | 2017                  | 09-09-2017            | tip             | -            | met Mike Williams                   |
| Like a Riddle                                        | 2017                  | 21-10-2017            | tip             | -            | met Heart & Colors & Adam Trigger   |
| Cool                                                 | 2018                  | 17-02-2018            | tip             | -            | met Marc E. Bassy & Gucci Mane      |
| Jennie                                               | 2018                  | 07-07-2018            | tip             | -            | met R. City & Bori                  |
| So Close                                             | 2018                  | 12-01-2019            | tip             | -            | met NOTD, Captain Cuts & Georgia Ku |
| Close Your Eyes                                      | 2019                  | 18-01-2020            | tip             | -            | met Vize & Miss Li                  |
| No Therapy                                           | 2020                  | 05-09-2020            | tip             | -            | met Nea & Bryan Christopher         |
| I Just Wanna                                         | 2020                  | 26-12-2020            | tip             | -            | met Cheat Codes & Bow Anderson      |
| One More Time                                        | 2021                  | 27-02-2021            | tip             | -            | met Robin Schulz & Alida            |
| Call It Love                                         | 2022                  | 16-09-2022            | 22              | 19*          | met Ray Dalton                      |